# Procès de Georges Danton et des dantonistes
 (décembre 2014).
 (novembre 2013).

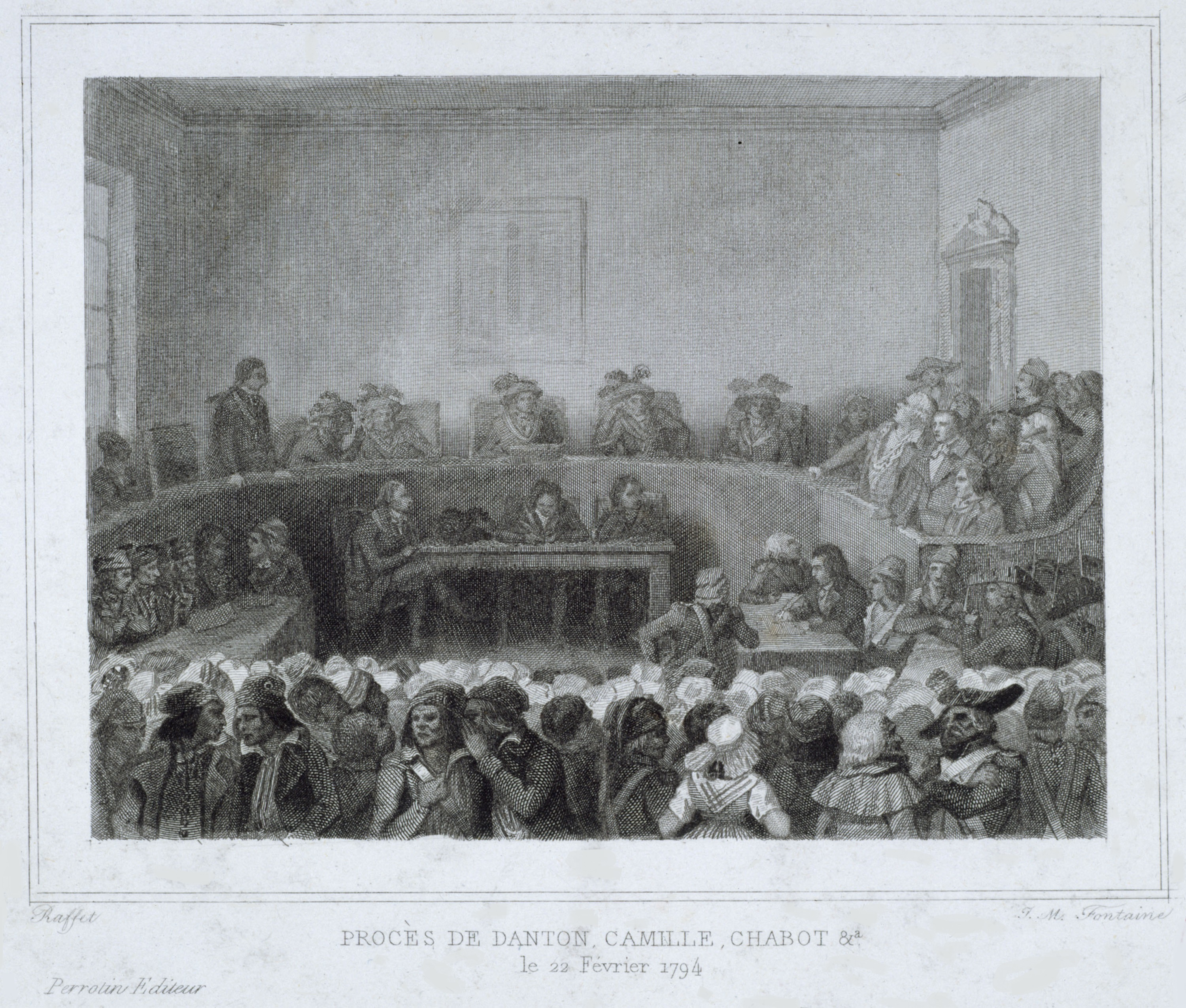
Danton et ses partisans devant le Tribunal révolutionnaire.
Gravure de Jean Mathias Fontaine d'après un dessin d'Auguste Raffet, Paris, musée Carnavalet, 1834.

Le procès de Georges Danton et des dantonistes se tint entre le 2 avril 1794 (13 germinal de l'an II) et le 5 avril 1794 (16 germinal de l'an II) devant le Tribunal révolutionnaire.

## Première audience2 avril 1794(13 germinal de l'anII)
L'accusateur public Fouquier-Tinville, le matin même du 13 germinal an II (2 avril 1794), a épuré le jury, écartant les individus susceptibles d'indulgence envers les accusés. Sur la soixantaine de jurés inscrits, les neuf dixièmes étaient suspects.

### Composition du jury
Le jury comporte sept membres :
1. Le luthier Léopold Renaudin,
2. Le perruquier Ganney,
3. Le menuisier François Trinchard,
4. Le musicien Lumière,
5. Le chirurgien Joseph Souberbielle,
6. Le fabricant de jouets Desboisseaux,
7. Leroy.

### Procès
Vers 11 h, après la prestation par les jurés du service d'impartialité et de fermeté, Camille Desmoulins récuse en vain le juré Renaudin[réf. nécessaire]. À l'appel de son nom, Camille Desmoulins se rajeunit d'un an. Georges Jacques Danton est le neuvième à répondre à l'appel : « Georges Jacques Danton, âgé de trente-quatre ans, natif d'Arcis-sur-Aube, département de l'Aube, avocat au ci-devant Conseil révolutionnaire et représentant du peuple. Ma demeure, bientôt dans le néant, ensuite dans le Panthéon de l'Histoire ! M'importe peu ! Ancien domicile, rue et section Marat ».
Lecture est faite après l'appel, du rapport d'Amar sur l'affaire de la corruption (affaire de la Compagnie des Indes). L'affaire Chabot occupe la majeure partie de cette audience avec la déposition de Cambon, témoin à charge, entrecoupée par les interrogations de Fabre d'Églantine. François Chabot et l'Abbé d'Espagnac accablent Jean Julien dit « de Toulouse » (absent). Georges Danton, réclame la comparution de plusieurs témoins : Laignelot, Fréron, Deforgues (ministre des Affaires étrangères), Panis. Par delà le Tribunal révolutionnaire, cette demande s'adresse aux membres du Comité de sûreté générale venus contrôler la marche de l'instance.
Georges Danton demande qu'une commission soit formée au sein de la Convention, « pour recevoir la dénonciation que lui, Camille Desmoulins et Pierre Philippeaux voulaient faire contre le système de dictature qu'exerçait le Comité de salut public ». Herman refusera de faire droit à cette demande. Peu de temps après la séance est levée et remise au lendemain.

## Deuxième audience:3 avril 1794(14 germinal de l'anII)

### Comparution de François Westermann
On introduit un nouvel accusé, François-Joseph Westermann, arrêté la veille. Il est coupable comme l'abbé d'Espagnac d'avoir voulu dévoiler le fond de l'affaire Jean de Batz-Jacques-René Hébert. Westermann demande à être entendu, il sera interrogé hors de la salle, par l'un des juges.
À la reprise de l'audience, il est fait lecture du rapport de Saint-Just. Le président s'attarde sur l'affaire de corruption (l'affaire de la Compagnie des Indes). Sur l'insistance de Danton qui demande la parole, Herman se résout à l'interroger. Cet interrogatoire occupe la majeure partie de l'audience du 3 avril 1794 (14 germinal de l'an II).

### Interrogatoire de Georges Danton

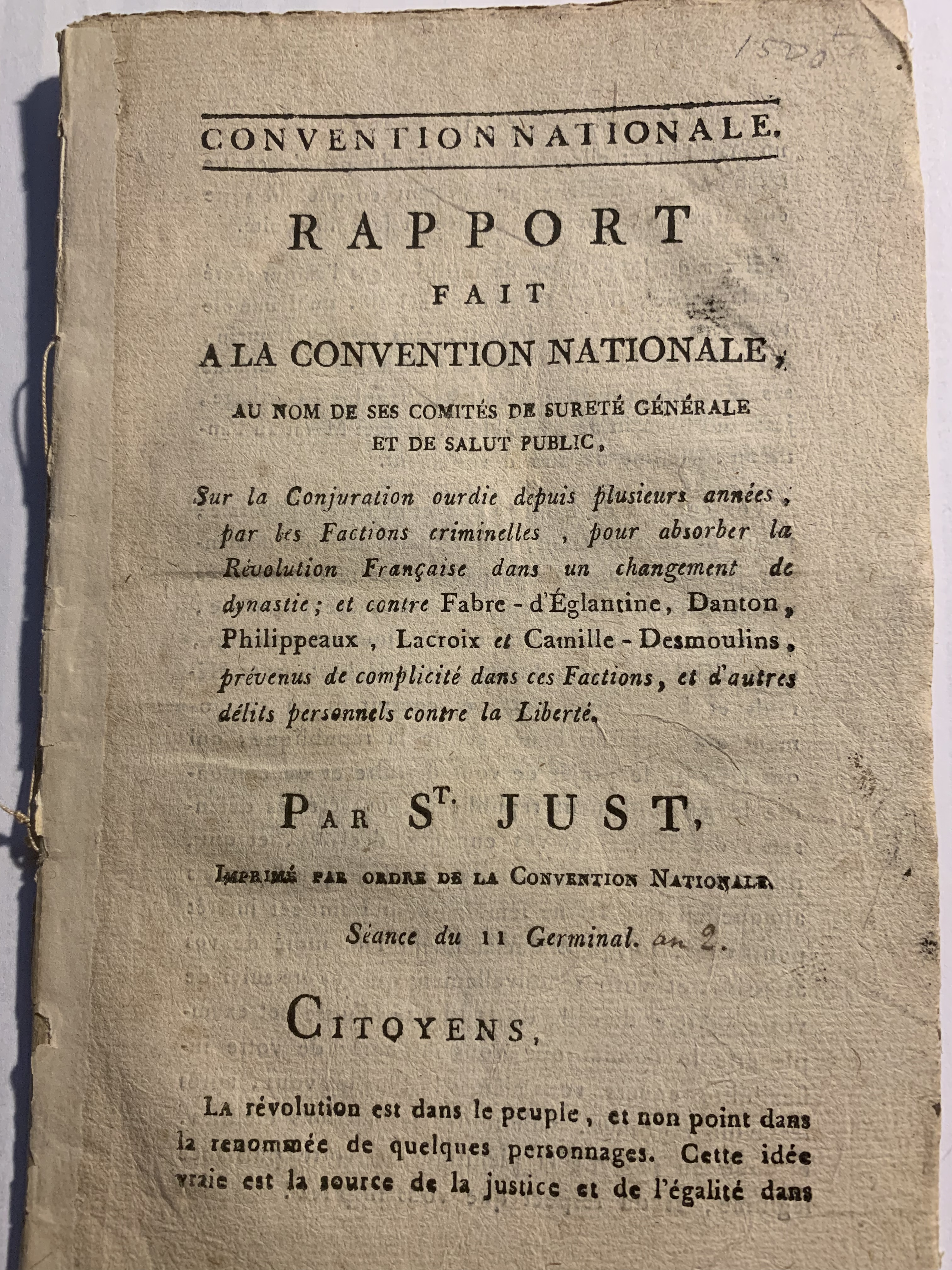
Rapport fait à la Convention nationale le 31 mars 1794 par Saint-Just à l'encontre des Dantonistes.

Danton annonce qu'il va répondre point par point au rapport de Saint-Just (31 mars 1794). Herman ne voulant pas faire de ce procès celui du Comité de salut public, il invite Danton à s'expliquer sans dénoncer quiconque, et à se renfermer dans sa seule défense. Au fil des minutes, les saillies de Danton font la conquête du public.
Danton balaie les accusations relatives à l'affaire du Champ-de-Mars. Le président lui demandant s'il n'a pas émigré en Angleterre, Danton répond qu'il s'y est rendu avec ses beaux-frères pour affaire de commerce. Mais il évoque surtout un motif patriotique. Danton invoque des témoignages qui l'innocenteraient, notamment par son attitude dans la nuit du 9 au 10 août 1792, et provoquent d'hypothétiques témoins à charge.
On aborde alors la question des fonds secrets : « On m'a déposé cinquante millions, je l'avoue. J'offre d'en rendre un fidèle compte : c'était pour donner de l'impulsion à la Révolution ». Or, Danton n'a jamais reçu pareille somme pour ses dépenses extraordinaires ou secrètes. La phrase de Danton concerne ses propres dépenses, mais à la place des chiffres de 400 000 livres, on a placé celui de 50 millions, somme qu'il avait proposé d'attribuer au Comité à une époque où lui-même en avait été exclu (1er août 1793). La falsification du texte du Bulletin révolutionnaire permet de présenter Danton comme ayant reçu 50 millions et ne pouvait justifier que de l'emploi de 200 000 livres. Pierre Joseph Cambon ayant déclaré qu'à sa connaissance Georges Danton avait reçu 400 000 livres et qu'il en avait remis 130 000 en numéraires, Danton répond : « Je n'ai dépensé à bureau ouvert que 20 000 livres » il s'agit des fonds secrets, que Danton avoue avoir intégralement dépensés.
Georges Danton aborde l'affaire Duport. Affirmant avoir tout fait pour faire arrêter cet homme, rejetant la responsabilité de sa libération à Marat. Ensuite Danton écarte l'accusation de complicité avec les Girondins. À propos des relations de Danton avec Dumouriez, il se disculpe, en termes vagues, évitant d'entrer dans les détails, et se retranchant derrière sa direction politique de la guerre.
Le président propose à Danton de remettre à plus tard la suite de sa défense, Danton accepte. La séance est levée vers 16 h. Sur instruction de Fouquier-Tinville, il est décidé de retirer la parole à Danton : « Dans une demi-heure, je ferai suspendre la défense de Danton ; il faudra prendre quelques mesures de détails ». Le procès se fait sans audition de témoins (exception faite de Cambon qui, s'il accable Fabre d'Églantine, est très mesuré à l'égard de Danton). Fouquier-Tinville se rend auprès du Comité de salut public pour lui demander s'il peut citer les témoins réclamés par la défense. Le Comité se montre intraitable : pas de témoin. Fouquier-Tinville doit donc se résoudre à bâcler le procès de Danton après celui des Hébertistes.

## Troisième audience (4 avril 1794(15 germinal de l'anII))

### Comparution de Lullier
Il s'agit de Louis-Marie Lullier, procureur général syndic du département de Paris, très lié naguère avec Hébert, Chaumette et le baron de Batz. Il est introduit sur-le-champ pour répondre à l'interrogatoire d'identité et entendre lecture de son acte d'accusation.

### Danton demande à poursuivre sa défense
Danton, comme convenu, demande à poursuivre sa justification. Herman refuse au motif que d'autres accusés doivent aussi être interrogés. Danton proteste avec vigueur, soutenu par Desmoulins et Philippeaux.
Il réclame à nouveau la citation des témoins, dont ses amis et lui ont donné la liste, et la nomination d'une commission de la Convention ; ce que Fouquier-Tinville et Herman seraient bien en peine de lui accorder. Les accusés protestent à grands cris, Fouquier-Tinville atermoie. Il déclare attendre la décision des Comités. Georges Danton s'insurge : Fouquier-Tinville, alors que la loi l'autorise à citer des témoins à décharge, va demander aux Comités, « composés de presque tous ses ennemis », l'autorisation de le faire.
Georges Danton renouvelle ses accusations contre Saint-Just, Barère de Vieuzac, Billaud-Varenne, Couthon et Maximilien de Robespierre, du Comité de salut public, et contre Vadier, Amar, Voulland du Comité de sûreté générale. Il en appelle au peuple de ce refus illégal. Le public murmure, réclame à son tour des témoins. Affolé, Fouquier-Tinville rédige une lettre, corrigée par Herman, et que les deux hommes expédient au Comité de salut public.

« Un orage terrible gronde depuis que la séance est commencée : les accusés, en forcenés, réclament l'audition des témoins à décharge (suivent les noms) ; ils en appellent au peuple des refus qu'ils prétendent éprouver (Herman avait supprimé la phrase angoissée de Fouquier-Tinville : « il est impossible de vous tracer l'état d'agitation des esprits »). Malgré la fermeté du président du tribunal et du tribunal entier, leurs réclamations multipliées troublent la séance et ils annoncent à haute voix qu'ils ne se tairont pas que leurs témoins ne soient entendus et sans un décret : nous vous invitons à nous tracer définitivement notre conduite sur cette réclamation, l'ordre judiciaire ne nous fournissant aucun moyen de motiver ce refus. »

Les débats se poursuivent dans une agitation extrême avec l'audition des accusés qui n'ont pas été encore interrogés. Lors de l'interrogatoire de Jean-François Delacroix, Georges Danton doit à propos de la saisie de Béthune se défendre de l'accusation de pillage en Belgique (8-12 avril 1793). Fouquier-Tinville et Herman accusent Danton d'avoir blâmé Hanriot dans la journée du 31 mai 1793, de l'avoir accusé de vouloir l'assassiner, d'avoir réclamé sa tête en accord avec Hérault de Séchelles et Delacroix. Danton proteste contre la « monstrueuse calomnie », réitère sa profession de foi anti-jacobine.

### Décret d'accusation
Entre 16 et 17 h, Herman se rassure en recevant un billet de Collot d'Herbois qui annonce le vote du décret demandé, dont le texte va lui être expédié ainsi que des pièces « dont la Convention a ordonné la lecture, qui éclairciront l'opinion publique sur toute la profondeur de la conspiration ». Peu après surviennent Vadier, Amar et Voulland, Fouquier-Tinville les rejoint dans la salle des témoins. En recevant les documents, il marquera son soulagement : « Nous en avions besoin ! » Le décret avait été arraché par Saint-Just à la Convention, sans débat.
Lorsque le soir même ou le lendemain matin, lecture sera faite du décret des accusés, Danton se dresse et crie : « Je prends l'auditoire à témoin que nous n'avons pas insulté au tribunal, au peuple ni à la justice nationale ! »
Après la lecture du décret, suivra celle de la dénonciation de Laflotte relative à la Conspiration des prisons, tramée par les détenus de la prison du Luxembourg pour délivrer les dantonistes et dont les chefs sont le général Dillon et Lucile Desmoulins. Camille Desmoulins s'effondra en criant : « Non content de m'assassiner, ils veulent encore assassiner ma femme ! »

## Quatrième audience5 avril 1794(16 germinal de l'anII)
La séance du 16 germinal an II (5 avril 1794) devait être décisive. Un décret voté pendant le procès des Girondins (octobre 1793) permettait aux jurés au bout de trois jours de se déclarer suffisamment informés, ce qui mettait fin aux débats. Or les trois jours fatidiques étaient écoulés.

### Récusation des témoins à décharge
Danton et Delacroix réitérèrent en vain leur demande que les témoins dont ils ont donné la liste soient entendus. Fouquier-Tinville leur répond que lui-même a renoncé à citer ceux de l'accusation pour déférer aux ordres de la Convention (Fouquier-Tinville avait prévu l'audition de plusieurs témoins à charge. Seul Cambon a été entendu. Il est possible que le témoignage de ce dernier, accablant pour Fabre d'Églantine et François Chabot mais plutôt favorable à Danton, ait conduit l'accusateur public, avant même de recevoir l'ordre du Comité de salut public, à renoncer à citer à la barre des individus ne répondant pas à la mission qui leur était assignée. Fouquier-Tinville ajoute que le tribunal jugera sur preuves écrites. Fouquier-Tinville joue sur les mots. À la différence de Desmoulins, contre qui son journal Le Vieux Cordelier était en lui-même une preuve, il n'y avait pas de preuves écrites contre Danton, mais seulement contre Delaunay et ses complices.
Danton et Delacroix, voyant le président interroger les derniers accusés, demandent à poursuivre leurs justifications interrompues l'avant-veille, le 2 avril 1794 (13 germinal de l'an II). Ils n'en auront pas le loisir. Fouquier-Tinville demande aux jurés s'ils s'estiment suffisamment informés. Les accusés se répandent en imprécations contre « les brigands », les « assassins » et les « tyrans ».
À sa demande, Herman déclare « qu'attendu que les accusés se sont mal comportés envers le tribunal, ils sont mis hors des débats ». Les accusés sont arrachés à leurs bancs et conduits à la Conciergerie.

### Délibération des jurés
Les jurés délibèrent sur le sort des dantonistes. Au bout de deux heures, les jurés se déclarent suffisamment instruits. Pour décider les jurés, Herman et Fouquier-Tinville leur ont communiqué, sur ordre du Comité de sûreté générale, plusieurs pièces dont une lettre découverte au domicile de Georges Danton et qui prouverait sa culpabilité. Il s'agit, selon certains historiens, sans doute de la lettre d'un agent anglais adressée au banquier Perregeaux, datée du vendredi (13 septembre 1793 (27 fructidor de l'an I)) et dont les noms sont chiffrés. Elle indique que C.D. (Camille Desmoulins ?) et W.T. (François-Joseph Westermann ?) ont œuvré, à une époque récente, pour « souffler le feu » et « pousser les jacobins au paroxysme de la fureur » afin, par un choc en retour, de rétablir la royauté en France. L'agent du Foreign Office invite Perregeaux à les récompenser financièrement. Cette lettre n'est sans doute pas un faux, mais selon certains historiens elle n'a peut-être pas été saisie chez Georges Danton. Cette lettre, s'ajoutant aux mouchardages de Laflotte, a dû renforcer les jurés dans leur conviction. Amar, Voulland, David et Vadier ne quittent pas la buvette du Palais pendant la délibération.

### Condamnation à mort de Georges Danton et des quatorze Dantonistes
Après une nouvelle mais brève délibération, les jurés épargnent Lullier — ce complice du baron Batz — et condamnent à mort les quinze autres accusés : Philippe-François-Nazaire Fabre d'Églantine, François Chabot, Marie-Jean Hérault de Séchelles, Claude Basire, Joseph Delaunay, Georges Jacques Danton, Camille Desmoulins, Pierre Philippeaux, l'abbé d'Espagnac, Junius et Emmanuel Frey, Andrés María de Guzmán, Johann Friedrich Diedrichsen, François-Joseph Westermann, Jean-François Delacroix.

### Sources primaires imprimées
- Albert Mathiez, « Mélanges et documents. Rapport d'un observateur sur le procès des Dantonistes », Annales révolutionnaires, t. 3, no 2,‎ avril-juin 1910, p. 239-242 (JSTOR 41920245).
- Marcel Reinhard (dir.) et Marc Bouloiseau (dir.) (publié par l'Institut d'histoire de la Révolution française, Université de Paris I), Archives parlementaires de 1787 à 1860, t. 87 : Du 1er au 12 germinal An II (21 mars au 1er avril 1794), Paris, Éditions du Centre national de la recherche scientifique, 1968, 758 p.
- Marcel Reinhard (dir.) et Marc Bouloiseau (dir.) (publié par l'Institut d'histoire de la Révolution française, Université de Paris I), Archives parlementaires de 1787 à 1860, t. 88 : Du 13 au 28 germinal an II (2 avril au 17 avril 1794), Paris, Éditions du Centre national de la recherche scientifique, 1969, 787 p.
- Alexandre Tuetey, Répertoire général des sources manuscrites de l'histoire de Paris pendant la Révolution française, t. 11 : Convention nationale (quatrième partie), Paris, Imprimerie nouvelle, 1914, 916 p. (lire en ligne).

### Filmographie
- Danton d'Andrzej Wajda, avec Gérard Depardieu (Danton), Patrice Chéreau (Desmoulins), Jacques Villeret (Westermann), Roger Planchon (Fouquier-Tinville).
- La Révolution Française Les Années Terribles de Richard T. Heffron, avec Klaus Maria Brandauer (Danton, VF : Bernard Murat), François Cluzet (Desmoulins), Yves Beneyton (Fouquier-Tinville).